# Echium modestum
Echium modestum är en strävbladig växtart som beskrevs av John Ball. Echium modestum ingår i släktet snokörter, och familjen strävbladiga växter. Inga underarter finns listade i Catalogue of Life.